# Stichorkis dendrochiloides
Stichorkis dendrochiloides là một loài thực vật có hoa trong họ Lan. Loài này được (Seidenf. ex Aver.) Marg., Szlach. & Kulak mô tả khoa học đầu tiên năm 2008.